# Чернецьке (Прилуцький район)
Чернецьке (хутір Березовицький, хутір Березівський, хутір Чернечий)  — село в Чернігівській області України, входить до складу Талалаївської селищної громади. За адміністративним поділом до липня 2020 року село входило в склад Талалаївського району, а після укрупнення районів входить до Прилуцького району. Розташоване на лівому березі річки Березовиці, за 18 км від залізничної станції Талалаївки. Населення — 527 осіб, площа — 2,289 км².
Сучасна назва села походить від слова чернець, що свідчить про те, що засновниками поселення були ченці, або «Чернечі люди», що жили на землях Прилуцького (Густинського) чернечого монастиря.

## Історія
Село, як хутір, вперше згадується під 1697 роком. Під назвою хутір Березовицький, поселення виникло на землі, подарованій 1697 року Густинському монастиреві полковим писарем Іваном Васильовичем Севастияновичем, який 1703 сам постригся ченцем у цей монастир. Хутір входив до Срібнянської сотні Прилуцького полку Гетьманщини.
За даними ревізії 1729 року, мав 18 хат, а за ревізією 1731 року — 19 хат. У 1750-х роках хутір згадується під назвою Березівський, перебував у віданні «намісника» Дейманівського скита до 1786 року.
Після скасування полкового устрою у 1782 році хутір відійшов до Роменського повіту Чернігівського намісництва, а у 1796 році до Прилуцького повіту Малоросійської, з 1802 року Полтавської губернії. 1797 року в хуторі налічівалось 57 душ чоловічої статі податкового населення.
Хутір є на мапі 1826-1840 років як Березівський
1859 року в хуторі налічувалось 89 дворів, 437 жителів, приписаних до парафії Миколаївської, церкви села Березівки. Входив до Березівської волості 2-го стану.
1886 року — 28 дворів козаків, 57 дворів селян казенних, 1 двір селян-власників, 90 хат, 476 жителів.
У 1910 році — 85 господарств, з них козаків — 24, селян — 61, налічувалось 509 жителів, у тому числі 1 тесляр, 4 кравці, 2 шевці, 3 ковалі, 28 ткачів, 9 поденників , 1 займався інтелігентними та 45 — іншими неземлеробськими заняттями, все інше доросле населення займалося землеробством. Було 411 десятин придатної землі.
1911 року - 635 жителів.
З 1917 року — у складі Української народної республіки.

### Радянська влада
Радянську владу вперше встановлено у січні 1918 року, остаточно - в грудні 1919. Під час утворення округів у 1923 році село відійшло до Роменськоі округи. В 1924 році в селі створено комсомольську організацію, партійну — в 1931 році.
На фронтах німецько-радянської війни воювали 300 жителів села, з них 250 нагороджені орденами й медалями СРСР, 234 чоловіка загинули. 1975 року в селі встановлено пам'ятний знак воїнам-односельчанам, які загинули в роки війни («Сумуюча мати-батьківщина»).
Станом на початок 1970-х років в селі було 265 дворів, мешкало 844 особи. На території села була розміщена центральна садиба колгоспу «14-річчя Жовтня», за яким було закріплено 4159 га сільськогосподарських угідь, у тому числі 3507 га орної землі. Господарство вирощуювало зернові й технічні культури, було розвинуте м'ясо-молочне тваринництво. Також працювали механічна майстерня, механічний млин, пилорама і цегельний завод. На той час в селі були восьмирічна і початкова школи, в яких навчалося 154 учні і працювало 13 учителів, клуб, бібліотека, фельдшерсько-акушерський пункт.
1976 року місцевий колгосп удостоєний звання «Господарство високої культури землеробства».
У 1988 році в селі мешкало 628 осіб.

### У складі України
З 1991 року село у складі України. Працюють КСП (ТОВ) «Чернецьке», 11-річна школа, медична амбулаторія, будинок культури на 400 місць, магазини, пошта. 1996 року в селі було 216 дворів, мешкало 546 жителів.
Восени 2008 відкрито меморіальний знак на честь жертв Голодомору. Влітку 2012 року урочисто відзначалося 315 років від дня заснування села.
До 2020 року було центром сільської ради.

## Люди
Уродженцем села є заслужений артист Латвійської РСР М. С. Співак.